# Gilbertov sindrom
Gilbertov [čitaj Žilberov] sindrom (GS), poznat kao i Gilbert-Meulengrachtov sindrom, je nasljedni poremećaj metabolizma bilirubina. Vodeći simptom ovog sindroma je žutica uzrokovana povišenom koncentracijom nekonjugiranog bilirubina u krvi – hiperbilirubinemija. Gilbertov sindrom je bezopasna pojava i nije bolest te ne zahtijeva liječenje te zahvaća od 5 – 10 % populacije.   
Uzrok hiperbilirubinemije je smanjena aktivnost enzima glukuronoziltransferaze (bilirubin-uridin-difosfat-glukuronozilltransferaza, B-UGT) u jetri, koji sporije prerađuje (konjugira) bilirubin i još neke molekule. Konjugacijom bilirubin postaje vodotopljiv te se izlučuje putem žuči u dvanaesnik. 
Gilbertov sindrom je u većini slučajeva bezopasna pojava koja ne zahtijeva liječenje, a manifestira se žuticom zbog povišenja bilirubina u krvi (što bi se inače povezivalo sa stresom, fizičkim naporom, infektivnom bolesti i sl.) i nespecifičnim simptomima kao što su mučnina, umor, proljev, glavobolja, smanjenje apetita kojima se za sada ne može utvrditi pravi uzrok.
Neki lijekovi se metaboliziraju djelovanjem enzima B-UGT, zbog čega, kod onih koji imaju Gilbertov sindrom, može doći do povišene koncentracije tih lijekova ili njihovih razgradnih produkata u krvi.
Sindrom je nazvan prema znanstvenicima Nicolasu Augustinu Gilbertu i Jensu Einaru Meulengrachtu te se u njemačkoj literaturi susreće i naziv Morbus-Meulengracht.